# Cyclone Hyacinthe
Pour les articles homonymes, voir Hyacinthe (homonymie).
Le cyclone Hyacinthe est un cyclone tropical en activité en janvier 1980 dans l'océan Indien sud-ouest. Il a touché Maurice, La Réunion et Madagascar. Sa trajectoire chaotique le fait revenir dans des régions déjà traversées, voire fortement ralentir ce qui le fait stagner au-dessus des mêmes régions pendant plusieurs jours. Ainsi, la pluviométrie abondante, notamment à la Réunion, constitue des records mondiaux toujours en vigueur plus de quarante ans après leur établissement. Les pluies, qui provoquent des glissements de terrain, associées aux vents cycloniques, provoquent la mort d'au moins 25 personnes et de lourds dégâts.

## Caractéristiques
Le cyclone Hyacinthe se forme le 17 janvier 1980 au nord de l'île Maurice et se dissipe le 29 janvier 1980 au sud-est de Madagascar et au sud des Mascareignes. Il est classé catégorie 1 sur l'échelle de Saffir-Simpson dès sa formation et passe catégorie 2 le lendemain. Il redescend en catégorie 1 le 20 janvier en fin de journée avant de repasser en catégorie 2 le 23 en fin de journée. Il est rétrogradé catégorie 1 le 27 janvier à la mi-journée et devient une tempête tropicale le lendemain avant de se dissiper rapidement.

## Régions touchées

### Maurice
La région de Maurice touchée par le cyclone tropical est l'île du même nom, dans les premiers jours suivant sa formation.

### Réunion

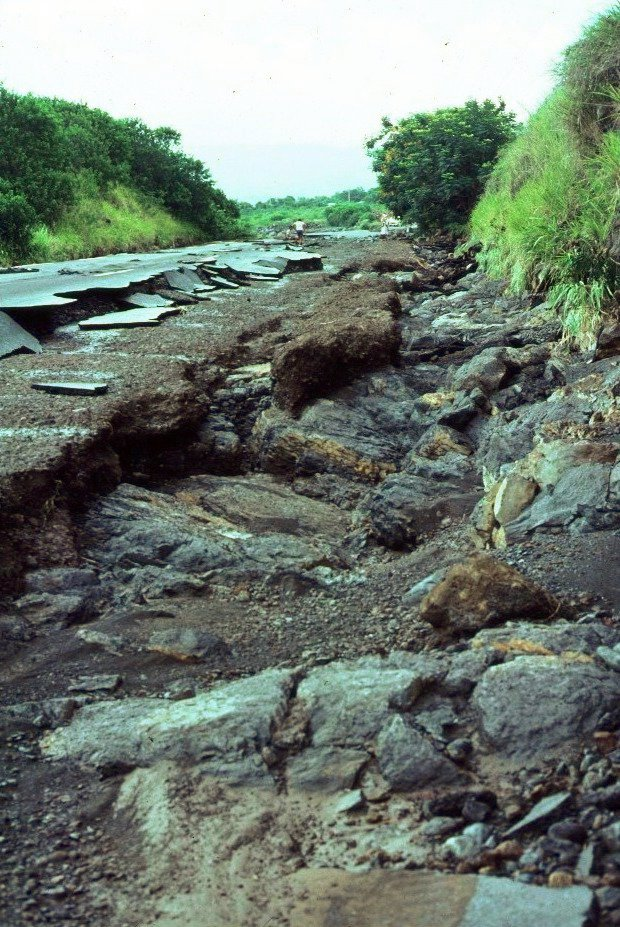
Vue du boulevard Bank à Saint-Pierre le 19 janvier 1980 après le premier passage du cyclone Hyacinthe.

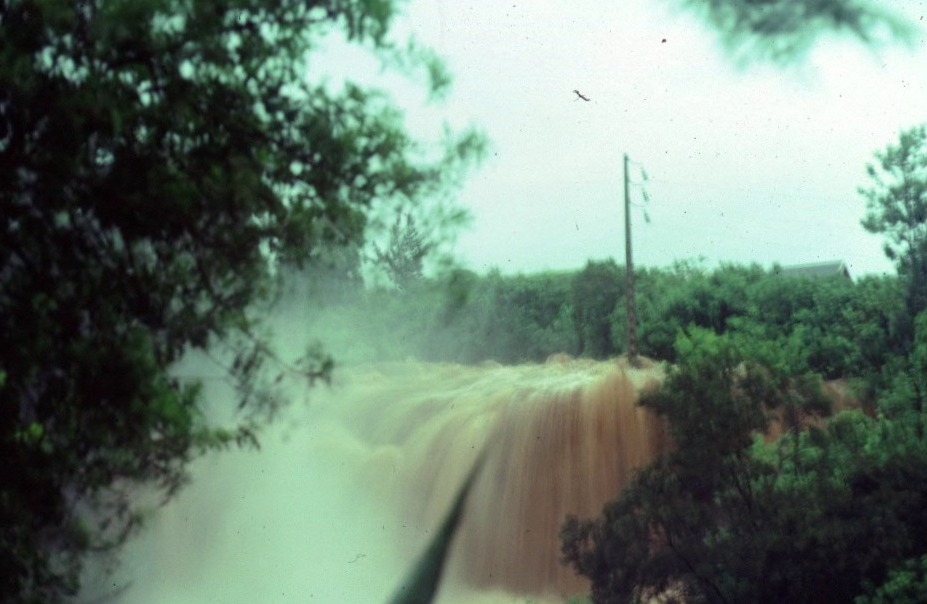
La ravine Blanche en crue au Tampon.

À La Réunion où le cyclone tropical fait 25 morts, de lourds dégâts sont à déplorer,. L'œil du cyclone passe trois fois à proximité de l'île : le 18 janvier à une centaine de kilomètres au nord ce qui occasionne très peu de vent mais de fortes pluies, dans la nuit du 24 au 25 à 125 kilomètres au sud-ouest avec les mêmes conséquences météorologiques et le 27 janvier à 70 kilomètres au sud avec toujours de fortes pluies mais accompagnées de vents cycloniques,. Entre le 16 et le 27 janvier, la pression atmosphérique enregistrée la plus basse est de 978 hPa au Port et les vents les plus forts sont de 137 km/h à l'aéroport de Gillot.
La proximité du cyclone avec l'île pendant deux semaines se traduit notamment par une forte pluviométrie quasi permanente. De nombreux records de pluviométrie sont enregistrés et constituent toujours des valeurs extrêmes trente ans après : 3 240 millimètres sur trois jours à Grand Îlet du 24 au 27, les autres étant établis au cratère Commerson avec 4 869 millimètres en quatre jours du 24 au 27, 4 979 en cinq jours du 23 au 27, 5 075 en six jours du 22 au 27, 5 400 en sept jours du 22 au 28, 5 510 sur huit jours du 21 au 28, 5 678 sur dix jours du 18 au 27 et 6 083 sur quinze jours du 16 au 30.  À l’époque, ces pluies diluviennes avaient battu tous les records mondiaux de pluviométrie sur des durées allant de 72 heures à 15 jours. Depuis, ces records mondiaux annuels de précipitations se situent autour de 12 000 millimètres. C’est le cyclone Gamède, en février 2007, qui a pris la relève pour les cumuls sur 72 heures et 96 heures.
Cette pluviométrie est plus importante sur les hauteurs que sur les côtes et plus dans le sud de l'île que dans le nord. Le secteur le plus arrosé étant celui de la plaine des Remparts autour du cratère Commerson situé en amont de la rivière Langevin, ce cours d'eau connait une crue exceptionnelle puisque son débit passe à 500 m3/s, ce qui n'est observé que pour la troisième fois en 80 ans. Ce sont les trois stations météorologiques du bassin versant de la rivière Langevin qui ont enregistré le record de pluviométrie en une heure pour ce cyclone avec des valeurs comprises entre 83 et 93 millimètres. Dans le cirque de Salazie, la mare à Poule d'Eau est partiellement comblée par un éboulement.

### Madagascar
Le cyclone tropical touche Madagascar entre le 20 et le 23 janvier sur sa côte orientale, notamment entre la baie d'Antongil et la région de Vatovavy-Fitovinany.